# Список персонажей Hyperdimension Neptunia
Hyperdimension Neptunia — серия японских ролевых игр, разработанная Idea Factory и изданная Compile Heart показывает вымышленных персонажей. Сюжет оригинальной игры сосредотачивается вокруг Нептун, одной из четырёх богинь, путешествующей в мире, где она может встретить различных персонажей для своей группы. Некоторые персонажи играемы в зависимости от игры, присутствует множество антагонистов. Большинство персонажей основано на игровых приставок, разработчиках видеоигр или издателях.

## Главные персонажи
Нептун (яп. ネプテューヌ Нэпутю:ну) / Пурпурное сердце († — зависит от игрока в MK2) — главный персонаж серии игр. Богиня Планептунии (основана на Sega Neptune). Самая энергичная и  беззаботная, подталкивает себя и своих друзей в опасность. Однако её характер меняется, когда она превращается в Пурпурное Сердце, становясь гораздо более серьёзной и зрелой. Её способность — удар молотом, позволяющая Нептунии преодолевать мелкие препятствия. Её оружие по умолчанию — меч. В Mk2 при выборе плохой концовки умирает.
Сэйю: Риэ Танака
Нуар (яп. ノワール Нова:ру) / Чёрное сердце († — зависит от игрока в MK2) — богиня Ластейшн (основана на PlayStation 3), которая имеет очень отдельный характер и любит сама делать свои дела в свободное время, довольно прощающая и справедливая. У неё напряженные отношения с Нептун, которая является её конкурентом. В Hyperdimension Neptunia Victory, в другом мире, она основана на PlayStation, а в Mk2, при выборе плохой концовки умирает.
Сэйю: Асами Имаи
Верт (яп. ベール Бэ:ру) / Зелёное сердце († — зависит от игрока в MK2) — богиня Линбокс (основана на Xbox 360), которая довольно умна, но оценивает слишком высоко свою силу, однако она меньше других знает о монстрах, созданных Арфор. Она показывает признаки высокомерия и конкурирует с Бланк, частично из-за большего размера груди Верт. Она также отаку и геймер, с её энтузиазмом к видеоиграм это видный аспект её индивидуальности. Её спокойный подход к большинству ситуаций часто демонстрируется повсюду. В Hyperdimension Neptunia Victory, в другом мире, она основана на Xbox. В Mk2, при выборе плохой концовки умирает.
Сэйю: Рина Сато
Бланк (яп. ブラン Буран) / Белое сердце († — зависит от игрока в MK2) — богиня Лови (основана на Nintendo Wii). Её довольно легко разозлить, несмотря на хорошую внешность. В Mk2 при выборе плохой концовки умирает.
Сэйю: Кана Асуми
Непгир (яп. ネプギア Нэпугиа) / Пурпурная сестра — младшая сестра Нептун (основана на Sega Game Gear). В отличие от энергичного поведения Нептун, Непгир — очень застенчивая девочка, которая извинится даже за самую маленькую ошибку. Она робка, когда дело доходит людей, но очень дружелюбна. Как только она заведёт друга, независимо от того что он думает о ней, она будет с ним очень близка. Она имеет заботливую индивидуальность, и сделает всё, чтобы спасти своих друзей, но она иногда сомневается в своих способностях. Когда она превращается в Пурпурную сестру, её характер остаётся тем же, по сравнению с Нептун, характер которой меняется на более уверенный и серьезный. Компа называет её Ге-Ге.
Сэйю: Юи Хориэ
Юни  (яп. ユニ) / Чёрная сестра († — зависит от игрока в MK2) — младшая сестра Нуар (основана на Playstation Portable), которой она сильно восхищается. Из-за этого восхищения, она страдает комплексом неполноценности. В Mk2 у неё очень близкая дружба с Непгир. В то время как Юни и Нуар выглядят почти идентичными, Юни намного более дружелюбная и весёлая, по сравнению с Нуар. С Непгир у неё отношения намного лучше, чем у Нептунии с Нуар. Однако, она — цундэрэ. Ей не нравится быть девочкой, у Юни могут быть черты девчонки-сорванца, которые можно доказать тем, что у неё есть хобби собирания оружия, также она предпочитает играть в галерее с Непгир, чем делать нормальное для девочек-подростков. Она иногда конкурирует с Непгир, бросая вызов её силе. В Mk2, при выборе плохой концовки умирает.
Сэйю: Эри Китамура
Ром (яп. ロム Рому) и Рам (яп. ラム Раму) / Белые сёстры († — зависит от игрока в MK2) — младшие сёстры-близняшки Бланк. В отличие от Бланк, они куда более веселее, но их стоит различать по характеру. Рам — более энергичная и затейливая, а Ром — тихая и застенчивая. Они не могут покинуть дом без разрешения Бланк. В Mk2, при выборе плохой концовки умирают.
Сэйю: Рам — Каори Исихара, Ром — Юй Огура

## Второстепенные персонажи
Компа  (яп. コンパ) — житель Планептуна, которая учится в школе мед.сестёр. Является первым персонажем, который присоединяется к Нептун в первой части. У неё застенчивый характер, но она сделает что угодно, чтобы помочь Нептун. Она иногда намекает на заболевания. Её оружие — гигантский шприц, который действует как оружие.
Сэйю: Канако Сакаи
ИФ (яп. アイエフ Айэфу) — член гильдии, которая росла в Базиликоме. Присоединяется к Нептун после того, как они врезаются в пещере. Она очень упорная и любит достигать важных целей. Несмотря на её серьезный характер, у неё есть очень саркастический юмор. Она ненавидит делать бесполезные дела. Её оружие — когти, в аниме-адаптации - пистолеты.
Сэйю: Кана Уэда
Плутия (яп. プルルート Пуруру:то) — богиня Планептуна в другом мире, основана на Sega Mega Drive. Ленивая и всегда усталая, Плутия спокойная, дружелюбная, очень любит шить кукол и умеет ценить дружбу. Её характер меняется, когда она превращается в богиню, становясь садистской. Появляется в Victory, Hyperdimension Neptunia Re;birth 3, Hyperdimension Neptunia Re;Birth 1 (DLС персонаж) и аниме-адаптации.
Сэйю: Кана Ханадзава
Пиши (яп. ピーシェ Пи:се, «Pish») — младенец с сильной физической силой и искусственная богиня, которая была похищена двумя членами Семью Мудрецами и превращена в богиню для Рэя. В аниме у неё грустные отношения с Нептун. Пиши энергичная, веселая и немного надоедливая, поскольку она любит общаться с другими, и быстрая, чтобы сопротивляться возможному похитителю. Она также может легко закричать. Характер Желтого Сердца мало чем отличается от её нормальной формы, но её охватывает сражение, которое она рассматривает как игру.
Сэйю: Аой Юки
5pb. — популярная певица. Появляется в Линбоксе, где она проводит выступления. На сцене она смелая и уверенная, но в повседневной жизни она становится замкнутой и неловкой.
Сэйю: nao
Стик (яп. ゼイゲ Дзэйгэ) — персонаж, появляющийся только в аниме-адаптации. Технический специалист Верт. На голове имеется эмблема Microsoft Windows.
Сэйю: Ая Эндо
Абнэс (яп. アブネス Абунэсу) — член Семи Мудрецов и защитница маленьких девочек во всем мире.
Сэйю: Юи Сёдзи

### Оракулы
Хисти — могущественная девушка, обладающая знаниями. Хисти связывается с Нептун в первой игре. Она помогает игроку, обеспечивая обучающую программу во время первого прохождения. В Mk2 она становится Оракулом Планептунии и служит вместо Нептун. Она предоставляет много полезной информации, включая инструкции в игре.
Сэйю: Мика Канаи
Кэй Дзингудзи — невероятно умная Оракул Ластейшн. Эксперт при создании бизнеса. Однако как Оракул, она также глубоко заботится о статусе богини, Нуар. Она не показывает чувств и рассматривает жизнь как серию деловых сделок. Компа неспособна называть полностью ее имя, поэтому она называет ее имя коротко.
Сэйю: Юко Сампэй
Нисидзава Мина — оракул Лови. Заботится о Ром и Рам, когда Бланк занята. Она очень вежлива, но также может немедленно стать очень строгой по отношению к Ром и Рам.
Сэйю: Саяка Накая
Тика Хакодзаки — оракул Линбокс. Самозванная сестра Верт, очень близка к ней. Компа называет её мисс Хакидзэк.
Сэйю: Юка Комацу

## Антагонисты
Арфоар — главная антагонистка серии игр, которая ненавидит богинь и стремиться уничтожить их и захватить мир. Она носит черную и фиолетовую готическую одежду, цвет волос - фиолетовый. Она раньше была знакома с Хисти, пока она не повернулась против неё. В английской локализации её имя было основана на R4 карте для Nintendo DS, позволяющей играть в пиратские игры. В Victory она не антагонистка, в отличие от предыдущих игр, а скорее помощница. Также член Семи Мудрецов.
Сэйю: Тиаки Такахаси
Варэчу — говорящая мышь, ассистент Арфоар. Появляется в Mk2 и аниме-адаптации, влюблён в Компу.
Сэйю: Neeko
Анондэс — член Семи Мудрецов, отвечающий за разведку. Хакер, нанятый, чтобы выполнять работу с неназванным клиентом. Он — мужчина, но ведёт себя и говорит женским голосом, думая о себе как маленькой девочке, также имеет чувства к Нуар. Он ответственен за взламывание серверов Ластейшн (ссылка на хакерскую атаку Playstation Network в 2011 году).
Сэйю: Юки Фудзивара
Рей Райтс (яп. キセイジョウ・レイ Кисэйдзё: Рэй) — лидер Семи Мудрецов и главная антагонистка Hyperdimension Neptunia Victory. Она кажется вежливой и чувственной и пытается поддерживать вещи в порядке. Испытывает недостаток в любых фактических мощностях. У неё почти, а может и совсем, нету уверенности в себе. Всегда ведёт себя испуганно. Первоначально беря облик активиста против антибогини, она показывает себя как главный антагонист к концовке аниме, будучи в действительности богиней прежней страны Тари. Её планам разрушить мир мешают главные герои.
Сэйю: Ю Кобаяси

### ASIC
СFW Magic — главный член ASIC, которая победила и похитила богинь в начале Hyperdimension Neptunia Mk2
CFW Judge — опекун кладбища Геймдустрии
CFW Trick — гигантское подобное роботу существо, которому нравится облизывать маленьких девочек.
Сэйю: Ёдзи Уэда
CFW Brave — один из членов ASIC.
Линда (яп. リンダ Ринда) — один из антагонистов и член ASIC. В аниме-адаптации похищает Ром и Рам.
Сэйю: Дзюнко Минагава